# دوار أولاد الفقير (لرباع)
دوار أولاد الفقير هو دُوَّار يقع بجماعة ملج الويدان، إقليم تاوريرت، جهة الشرق في المملكة المغربية. ينتمي الدوّار لمشيخة لرباع التي تضم 7 دواوير. يقدر عدد سكانه بـ 281 نسمة حسب الإحصاء الرسمي للسكان والسكنى لسنة 2004.

## روابط خارجية
- البوابة الوطنية للجماعات الترابية نسخة محفوظة 12 مارس 2018 على موقع واي باك مشين.
- المندوبية السامية للتخطيط